# 猫空

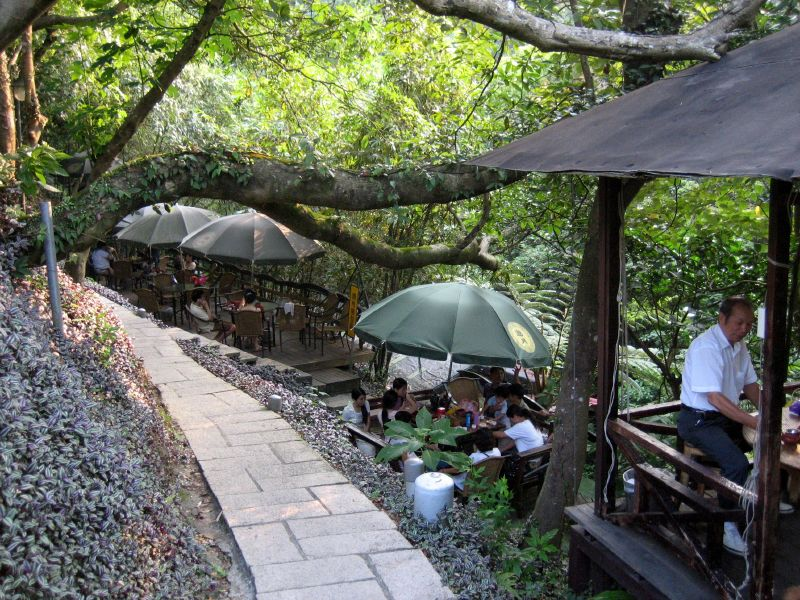
猫空の茶屋

猫空（マオコン、バカン、びょうくう、ねこぞら、中国語: 貓空、英語: Maokong）は、台湾（中華民国）の台北市文山区に位置する地域である。台湾茶の産地として知られ、お茶を中心とした景勝地となっている。

## 名称
名前の由来は、川によって削られた岩肌が「壺穴」（ニャオカン）のようになっており、ゴツゴツした岩肌のことを台湾語で「猫面」（ニャオビン）と読んでいたことから、「猫空」という名称が付けられた。日本統治時代は、「バカン」と読んでいた。

## 特徴

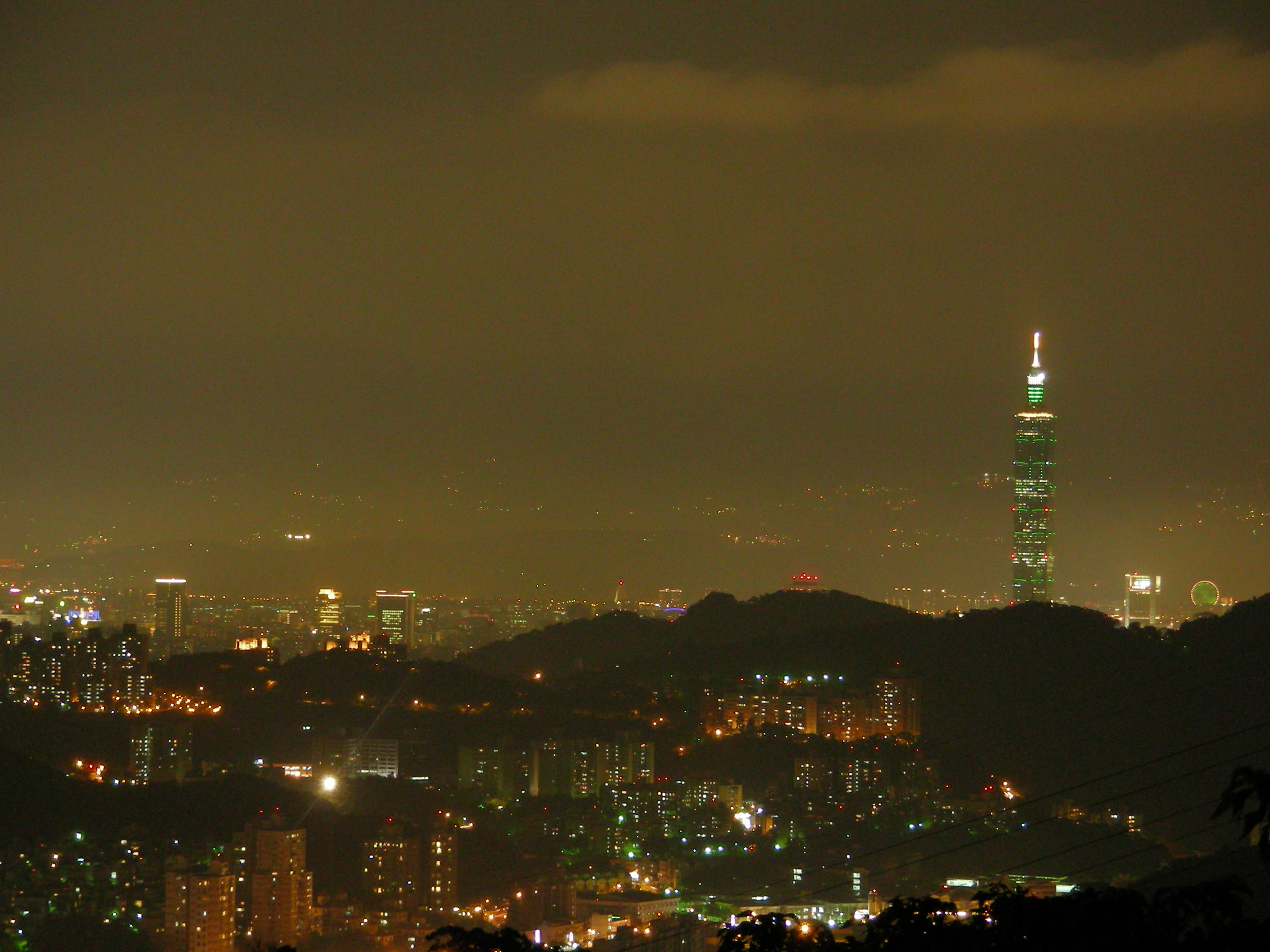
台北の夜景

猫空は台北市南東部の郊外、台北盆地の端に位置しており、天気が良ければ山頂付近から台北の全景を一望できる。 また、台湾有数の夜景スポットでもある。 山麓の国立政治大学から山頂までハイキングコースが整備されており、休日には多くの人が訪れている。
早くから台湾茶の生産をしており、特産品は鉄観音である。昔ながらの道や飲食がセットになった茶屋さんが多くあることから、とりわけお茶を求める客が多く来訪する。
近隣の指南宮は、台北でも有名な道教寺院であり、祭事には安全と成功の祈願のために多くの人が集まる。

## アクセス

### 鉄道

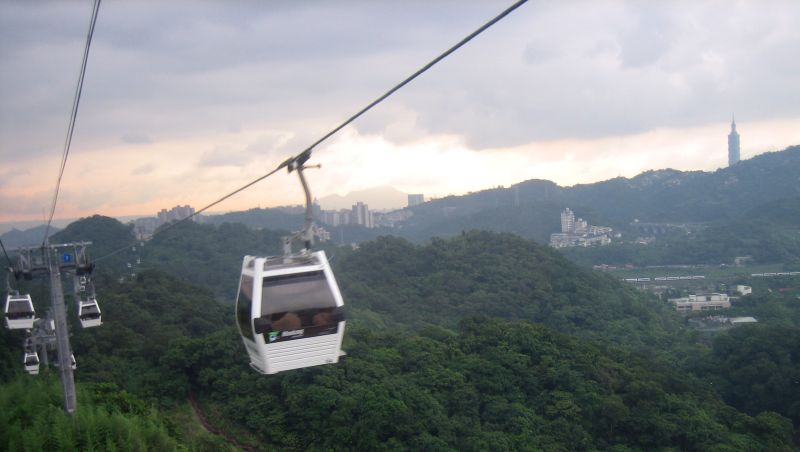
猫空ロープウェイ

2007年7月4日、台湾初のモノレールである猫空ロープウェイが開通。台北市立動物園前の動物園駅（台北捷運文湖線）から、猫空駅まで全長4.03キロメートルを結んでいる。運営は台北捷運公司が行っている。